# Stan Javier
Stan Javier (San Francisco de Macorís, 9 de janeiro de 1964) é um ex-jogador profissional de beisebol norte-americano.

## Carreira
Stan Javier foi campeão da World Series 1989 jogando pelo Oakland Athletics. Na série de partidas decisiva, sua equipe venceu o San Francisco Giants por 4 jogos a 0.